# Carl Baagøe
Carl Emil Baagøe (født 22. august 1829 i København, død 16. april 1902 i Snekkersten) var en dansk marinemaler.
Baagøe er søn af skibsfører Jan Hansen Baagøe og Dorthea Frederikke født Hendriksen. Han viste tidligt lyst til at tegne og blev derfor sat i malerlære, mens han samtidig fik adgang til Kunstakademiet. Efter at han 1848 var blevet udlært svend, ernærede han sig som dekorationsmaler og øvede sig i sin fritid som marinemaler, mest ved at studere på værfterne. Omsider følte han sig så vidt, at han ganske opgav håndværket, og fra 1855 har han udstillet som marinemaler. 
I 1864 havde han en mindre rejseunderstøttelse af Akademiet (400 kr.), mens han så vel før som senere har foretaget talrige sørejser for sine studiers skyld. Han valgte gerne rolige, venlige motiver med stille luft og svag kuling, som oftest fra Danmarks indre farvande, og har for en stor del fundet afsætning for sine billeder i England. I 1862 giftede han sig med Ida Hansine Sørensen.

## Billeder
| - Værker af Carl Baagøe - Kysten ved Laboe, Kielerfjorden, 1859 - Strandparti ved Taarbæk, 1859 - SS 'Gertrude', 1859 Hull Maritime Museum, Kingston upon Hull - Kysten ved Humlebæk, 1861. - Taarbæk Strand, 1863 - Vedbæk set fra skibsbroen, 1864 - SS 'Lion', 1866 Hull Maritime Museum - Avisodamperen "Freia", 1864 - Homansbyen, et strøg i bydelen Frogner i Oslo, 1867 |

| - Torpedoskibet "Tordenskjold" løber af stabelen, 1880? - Et skibsforlis ud for en klippekyst, 1891 - Dansk skruefregat (sv) og andre skibe på sundet, 1891 - Nordsjællandsk kystparti, ukendt dato |